# Patric Cabral Lalau
Patric Cabral Lalau (Criciúma, 25 marzo 1989) è un calciatore brasiliano, difensore dell'Itabirito.

## Caratteristiche tecniche
È un terzino destro.

## Carriera
È cresciuto nelle giovanili del Criciúma.

## Palmarès

### Club

#### Competizioni statali
- Recopa Mineira: 1

Athletic: 2022